# Enrique IV de Brunswick-Grubenhagen
El Duque Enrique IV de Brunswick Grubenhagen (1460 - 6 de diciembre de 1526, Salzderhelden, ahora parte de Einbeck) fue un miembro de la dinastía Welf y Príncipe de Brunswick-Grubenhagen.

## Biografía
Enrique era el hijo de Enrique III de Brunswick-Grubenhagen y de Margarita, una hija del Duque Jan I de Żagań y de Escolástica de Sajonia-Wittenberg. Después de la muerte de su padre en 1464, le sucedió como Príncipe de Grubenhagen. Como todavía era menor de edad, estuvo bajo la tutela de su tío Alberto II hasta que alcanzó la mayoría de edad en 1479. Después de 1479, dividió el principado con Alberto. Alberto recibió el Castillo de Osterode y el Castillo de Herzberg; Enrique recibió el Castillo de Heldenburg. Ambos gobernaron conjuntamente el Castillo de Grubenhagen.
Después de la muerte de Alberto II en 1485, Enrique se convirtió en tutor de su primo menor de edad Felipe I. Cuando Enrique murió sin hijos en 1526, Felipe I heredó su territorio y con ello reunificó todas las partes de Grubenhagen.

## Matrimonio
Enrique contrajo matrimonio el 26 de agosto de 1494 en Einbeck con Isabel de Sajonia-Lauenburgo (fallecida después de 7 de abril de 1542), la hija del Duque Juan V de Sajonia-Lauenburgo y de Dorotea de Brandeburgo. El matrimonio no tuvo hijos.